# Nicolas Lüchinger
Nicolas Lüchinger (* 16. Oktober 1994) ist ein Schweizer ehemaliger Fussballspieler.

## Karriere
Der aus Oberriet stammende Nicolas Lüchinger startete beim FC Montlingen mit dem Fussballspielen. Von dort schaffte er den Sprung in die Auswahl des Team Rheintal-Bodensee und von dort in den Nachwuchs des FC St. Gallen („FCSG“). Im Alter von 19 Jahren wurde Lüchinger 2014 für die beiden folgenden Saisons an den FC Chiasso ausgeliehen, um dort Spielpraxis in der zweithöchsten Liga sammeln zu können. Daraufhin entschied sich Nicolas Lüchinger, den auslaufenden Vertrag beim FCSG nicht zu verlängern und wechselte zum FC Sion. Rund ein Jahr später wechselte Lüchinger jedoch zurück in die Ostschweiz und schloss sich wieder dem FC St. Gallen an. Im Sommer 2022 wurde er für eine Saison an den FC Thun in der Challenge League ausgeliehen.